# Karl Spiro
Karl Spiro (* 24. Juni 1867 in Berlin; † 21. März 1932 in Wimmenau bei Straßburg) war ein deutscher Biochemiker und physikalischer Chemiker.

## Leben und Werk

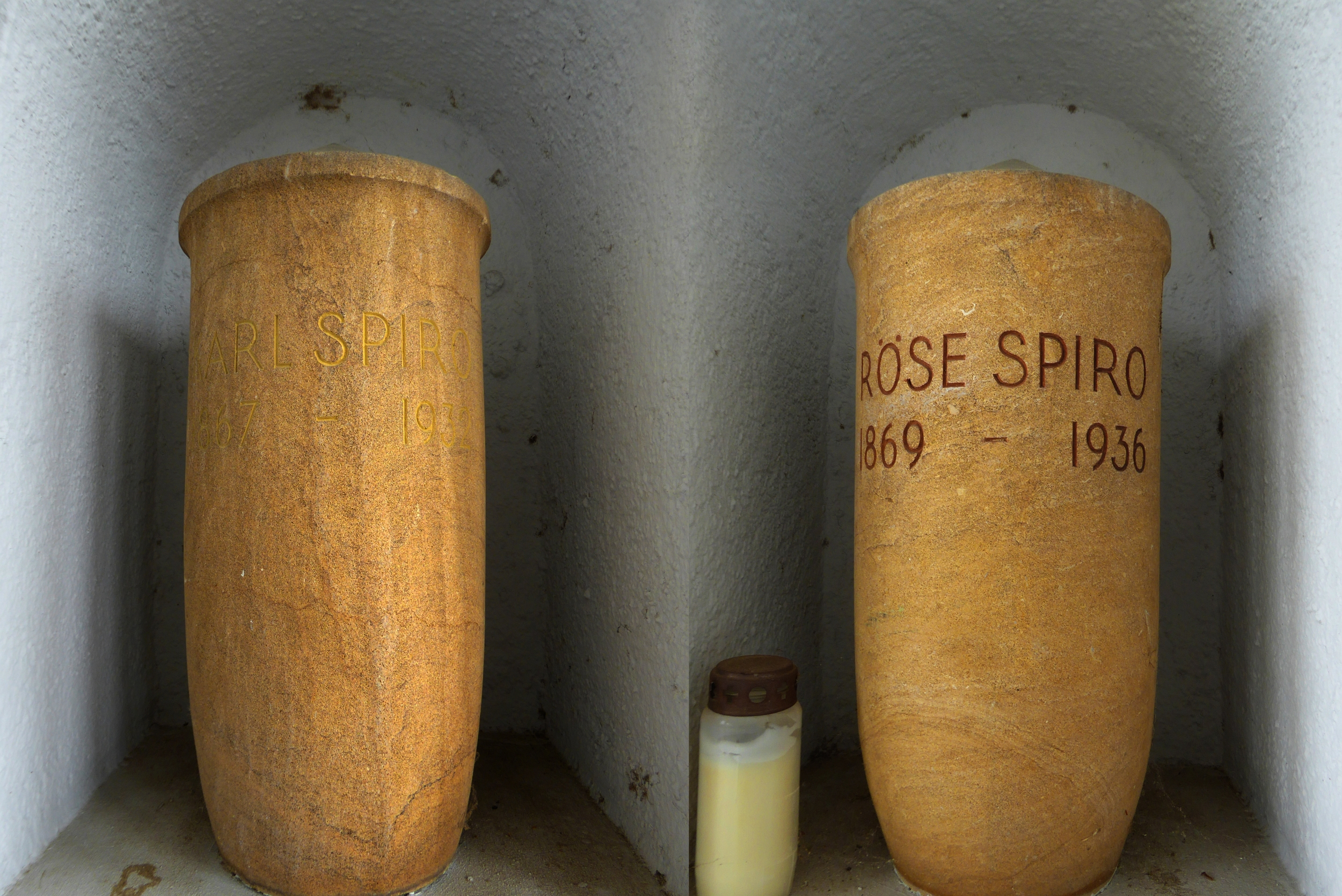
Urnennische in Sektor 5 bei Familie Pellegrini. Friedhof am Hörnli

Karl Spiro studierte Chemie in Berlin, Greifswald und Würzburg, wo er 1889 zum Dr. phil. promoviert wurde. Während seines Studiums wurde er Mitglied der Studentischen Liedertafel Greifswald im Sondershäuser Verband. Er widmete sich dem Studium der Medizin in Breslau, Berlin, Straßburg und Leipzig, das er 1893 mit der Promotion zum Dr. med. abschloss. Nach einer kurzen Zeit in der Industrie und als Assistent von Oswald Schmiedeberg arbeitete er fast 25 Jahre mit Franz Hofmeister in Straßburg zusammen. Nachdem das Elsass nach dem Ersten Weltkrieg französisch wurde, zog er 1919 nach Basel, wo er von 1921 bis zu seinem Tode als Nachfolger von Gustav von Bunge Professor für Physikalische Chemie war.
Spiro arbeitete auf dem Gebiet der Physikalischen Chemie und der Kolloidchemie. Seine Entwicklungen führten zur Produktion von Aminophenazon (Pyramidon).
Er war auch Herausgeber des Jahresberichts für Tierphysiologie und lieferte wichtige Erkenntnisse über den Mineralstoffwechsel der Tiere. 1925 wurde er Mitglied der Leopoldina.
Spiro starb völlig unerwartet an einem Herzinfarkt und fand seine letzte Ruhestätte in der Grabnische neben Isidor Raphael Pellegrini auf dem Friedhof am Hörnli.
Er hinterließ seine beiden Söhne und seine Frau. Sein Bruder war der Altphilologe Friedrich Spiro.

## Schriften
- Beiträge zur Kenntniss des Oxalessigesters. Becker’s Universitätsbuchdruckerei, Würzburg 1889, zugleich: Würzburg, Phil. Fak., Diss., 1889
- Über die entzündungserregenden Eigenschaften der Zimtsäure. Med. Inaug.-Diss. 1893.
- Ueber physikalische und physiologische Selektion. Habilitationsschrift 1897; Neudruck: J. F. Bergmann, München 1929
- mit Leopold Lichtwitz und Raphael Eduard Liesegang (Hrsg.): Medizinische Kolloidlehre. Verlag Theodor Steinkopff, Dresden und Leipzig 1934
- Goethe und die Biologie (Vortrag). In: Schweizer medizinische Wochenschrift. Nr. 12, 1932, S. 273.